# معركة جدين
معركة جدِّين درات أحداثها في الجليل الأعلى، بين جيش الإنقاذ بقيادة أديب الشيشكلي وقوّات الهاجاناة في العشرين من يناير\ كانون الثاني عام 1948.

## موقع المعركة
تقع خربة جدّين في الجليل الأعلى على تلى مرتفعة مشرّفة على البحر الأبيض المتوسط أقاماها الصليبيون في القرن التاني للميلاد وفي عام 1228 هدمّها المسلمون كي لا يستخدمها الصليبيون مرّة أخرى، وفي عام 177م، أعاد ظاهر العمر الزيداني، الذي كان حاكما للجليل في النصف الثاني من القرن الثامن عشر في العهد العثماني، ودمرّها خليفته أحمد باشا الجزّار عام في سبعينات القرن الثامن عشر ميلادي، وكان عرب السويطات يعيشون في القعلة متخذين من خرابئها مكانا لهم وتم طردهم وتهجريهم من قريتهم على يد العصابات الصهيونية في الأول من أيار\ مايو عام 1948 في الحرب.

## أحداث المعركة
اختار قائد الفوج الأول الهجوم على هذه المستعمرة التي عرفت فيما بعد باسم «يحيعام»، من أجل تمكين بقية الفوج الثاني من عبور نهر الأردن فأطبقوا عليها وحصاروها تحت وابل من الرصاص والنيران، فبدأت قوّات الهاجاناة بدفع الإمدادات والقوافل لهذه المستعمرة من أجل فكّ الحصار ولكن العرب تصدّوا لهم ومنعوهم من ذلك وألحقوا بهم الخسائر الفادحة حيث رابطوا على تلة تسمى تلة الشجرة وما زالت آثار الخنادق التي بناها جيش الإنقاذ ماثلة إلى يومنا هذا، إلا أن وصلت قوّة بريطانية وساعدت الهاجاناة باسترداد المستعمرة وقلب المعركة لصالح اليهود.

## نتائج المعركة
كان هذه المعركة هي المعركة الأولى التي خاضها جيش الإنقاذ العربي دون تحضيرمسبق أو تدريب أو أي عتاد عسكري، رغم ذلك عملت المعركة على رفع الروح المعنوية وإرادة النضال لدى أبناء الشعب العربي الفلسطيني، وقدمت للقيادة العربية معلومات وافية عن قوة المستعمرات الصهيونية، ومناعتها، وتحصينها، وأساليب الدفاع عنها. كذلك حققت غايتها الأولى، ومكنت فوج اليرموك الثاني من عبور نهر الأردن إلى المنطقة المخصصة له في فلسطين.